# Литвишков, Юрий Николаевич
Юрий Николаевич Литвишков (27 марта 1946, Баку) — азербайджанский химик, доктор химических наук, член-корреспондент НАНА по специальности физическая химия, химическая кинетика и катализ.

## Биография

### Молодые годы, образование
Ю. Н. Литвишков родился 27 марта 1946 года в семье служащего. После окончания вечерней средней школы № 85 (1963) поступил в Азербайджанский институт нефти и химии им. М. Азизбекова (c 1992 г. — Азербайджанская государственная нефтяная академия, АГНА) на факультет технологии основного органического и нефтехимического синтеза, в 1968 окончил его как химик инженер-технолог. В 1970—1973 гг. учился в аспирантуре в Институте нефтехимических процессов имени Ю.Мамедалиева АН АзССР, в 1973 г. защитил там диссертацию на тему «Кинетика и механизм реакций гетерогеннокаталитического окислительного аммонолиза п-трет.бутилтолуола п-трет.бутилбензонитрила». С 1973—1977 гг. был председателем Совета молодых учёных Института нефтехимических процессов имени Ю.Мамедалиева АН АзССР.

### Трудовая деятельность
Трудовая деятельность Ю. Н. Литвишкова началась в 1961 году на Бакинском заводе железобетонных изделий № 4, где он работал параллельно с обучением в вечерней школе № 85 рабочей молодёжи. В 1963—1965 гг. работал оператором на заводе «Азернефтяг» (с 2003 г. вошёл в состав компании SOCAR). После окончания института был распределен в Институт химических присадок АН АзССР, где в 1968—1970 годах работал на должности инженера. После окончания аспирантуры в Институте нефтехимических процессов работал там же младшим, затем старшим научным сотрудником (1973—1978). В 1978—1985 годах заведовал лабораторией во Всесоюзном научно-исследовательском и проектном институте по подготовке, транспортировке и переработке природного газа (ВНИПИгаз). С 1985 года заведует лабораторией бифункционального катализа в Институте неорганической и физической химии АН АзССР. В 1991 г. защитил докторскую диссертацию на тему «Научные основы каталитического синтеза и технологии азотсодержащих соединений со свойствами биоцидов». В 1996 году получил звание профессора по специальности «химическая кинетика и катализ». В 2001 году был избран членом-корреспондентом НАНА по специальности физическая химия, химическая кинетика и катализ.

## Основные направления исследований
Профессором Литвишковым были разработаны научные основы каталитических процессов восстановительного аминирования кислородсодержащих соединений в жирные алифатические амины С4 — С20, нафтеновые амины, ди- и полиэтиленполиамины, N-ацилзамещенные ароматические амиды, используемые при получении промышленных биоцидов. С этой целью были разработаны новые, были разработаны новые, эффективные бифункциональные катализаторы, относящиеся к классу восстановленных металлов переменной валентности на носителях кислотной природы. Были предложены новые высокоизбирательные каталитические системы для процессов получения ароматических и гетероциклических нитрилов. Разработаны научные основы получения новых гетерогенных алюмокаркасных катализаторов жидкофазного окисления ароматических углеводородов, глубокого совместного окисления углеводородов и монооксида углерода, деалкилирования алкилароматических углеводородов с водяным паром.
Разработанное под его руководством промышленные биоциды класса N-ацил-замещенных ароматических аминов были внедрены объединениями по транспортировке природного газа, компаниями: «Азтрансгаз», «Средазтрансгаз» и «Кубаньморнефтгаз» с целью защиты подземных нефтегазопроводов от биоповреждений.
В настоящее время занимается разработкой способов получения новых высокоэффективных катализаторов, для процессов получения ценных соединений, с реакционноспособными азот- и кислород-функциональнми заместителями. Способы приготовления новых катализаторов основаны на использовании нетрадиционных источников энергии при термической обработке катализаторов (среди нетрадиционных источников энергии можно отметить сверхвысокочастотное электромагнитное излучение, в поле которого формируется активная масса гетерогенного катализатора). Использование микроволнового излучения для формирования активных катализаторов позволяет получать высокодисперсные каталитические системы (с равномерным распределением активных компонентов на поверхности катализатора). При этом происходит экономия энергоресурсов в сравнении с процессами получения аналогичных катализаторов, основанными на использовании традиционных источников тепла. Эти катализаторы применяются в таких промышленно важных процессах, как жидкофазное окисление углеводородов, восстановительное аминирование кислотосодержащих соединений, деалкилирование алкилароматических углеводородов с водяным паром. Работы проводятся совместно с Институтом нефтехимического синтеза им. А. В. Топчиева РАН. Разработан и опробован в вышеперечисленных процессах новый тип металлокаркасных катализаторов, представляющих собой спиралевидные, гофрированные алюминиевые конструкции с нанесёнными на их поверхность композициями активных металлов переменной валентности.
В 1997—1999 гг. неоднократно командировлся в город Измир (Турция) на предприятие «Ишыксан Кимия».
Опубликовал более 200 научных работ, в том числе 63 — в зарубежных научных журналах. Имеет 42 авторских свидетельства и патента в таких странах как США, Франция, Бельгия и Россия. Подготовил 10 кандидатов наук.
Профессор Литвишков активно участвовал в международных научных конгрессах, симпозиумах и съездах (в частности, выступал с докладами на 12-14 Менделеевских съездах (1980—1986), на V Международном симпозиуме по катализу с докладом «Связь между гомогенным и гетерогенным катализом» (Новосибирск, 1986), в 1997 году выступал на III Международном конгрессе в США в городе Ричмонд по теме «Оксидообразующий катализ».

## Некоторые публикации
- Литвишков Ю. Н., Талышинский Р. М. и др. Синтез пористого Al/Al2O3-носителя для катализаторов реакций, стимулируемых электромагнитных излучением СВЧ-диапазона // Нанотехнологии: наука и производство, Москва, 2011, № 1, с. 5-11.
- Литвишков Ю. Н., Третьяков В. Ф., и др. Синтез пористого Al/Al2O3- носителя для катализатора, стимулируемый электромагнитным излучением СВЧ-диапазона. //Катализ в промышленности. РАН, Москва № 1, 2012, с 69-74.
- Литвишков Ю. Н., Эфендиев М. Р. и др. Микроволновое стимулирование реакции деалкилирования толуола с водяным паром в присутствии Ni-Co-Cr/Al/Al2O3 -катализатора. // Нефтехимия. № 3, т.52, 2012, с.211-214. Москва.
- Литвишков Ю. Н., Эфендиев М. Р. и др. Некоторые закономерности формирования алюмооксидного покрытия Al-каркасов при гидротермальном окислении их поверхности в присутствии пероксида водорода. // Азерб. Хим. Журн. 2003, № 1, с. 43-47.